# Belzebong
Belzebong so poljska instrumentalna stoner/doom metal skupina, ustanovljena v Kielcah leta 2008. Doslej so izdali tri albume in en EP. Od štirih članov prvotne zasedbe so ostali še trije, zamenjal se je le bobnar. Nase so opozorili že s prvencem Sonic Scapes & Weedy Grooves, ki ostaja najopaznejši izdelek skupine.

## Zgodovina
Skupina se je ustanovila leta 2008, leta 2009 pa je sledil prvi in doslej edini demo z naslovom Demo 2009, ki je vseboval dve pesmi. Leta 2011 so izdali svoj prvenec Sonic Scapes & Weedy Grooves s štirimi pesmimi, med drugim tudi s pesmijo Bong Thrower, ki je hitro postal prepoznavna znamka skupine. Do novembra 2018 je na portalu Youtube dosegel za metal zelo visokih milijon ogledov.
Leta 2013 so izdali svoj prvi EP z naslovom Dungeon Vultures, ki vsebuje eno, in sicer istoimensko pesem. Leta 2015 so izdali svoj drugi album Greenferno s štirimi pesmimi. Album je prejel večinoma pozitivne odzive. Leta 2018 pa je sledil še tretji album z naslovom Light the Dankness, na katerem so prav tako štiri pesmi.

## Zvrst glasbe
Na zvrst glasbe, ki jo izvajajo, opozarja že ime skupine. Ime Belzebong je skovanka izrazov Belcebub (ang. Belzebub) in pripomočka za uživanje marihuane, imenovan bong. Pogosto uporabljajo tudi logotipe s kozo, ki je simbol satana, pod vplivom nedovoljenih substanc.
Kot je značilno za stoner metal (imenovan tudi stoner rock in stoner doom), so njihove pesmi dolge in v počasnem tempu, z močno distorziranimi kitarami in preprostimi bobnarskimi vzorci. Posebnost predstavlja dejstvo, da je skupina instrumentalna; njihove pesmi torej ne vsebujejo nobenega petja. Prav tako so naslovi albumov in pesmi značilno humoristični, navadno v povezavi s kajenjem marihuane.

## Zasedba

### Trenutna zasedba
- Alky Dude –  kitara (2008–sedaj)
- Cheesy Dude – kitara (2008–sedaj)
- Sheepy Dude – bas kitara (2008–sedaj);
- Hexy Dude – bobni, (2014–sedaj);

### Nekdanji člani
- Felony Dude – bobni (2008–2011)
- Falony Dude – bobni (2011–2014);
- Mary Dude  – vokal, (2009–2011);

## Diskografija
- Sonic Scapes & Weedy Grooves (2011)
- Dungeon Vultures (2013) EP
- Greenferno (2015)
- Light the Dankness (2018)